# Carmela Dutra
Carmela Leite Dutra (Rio de Janeiro, 17 de setembro de 1884 — Rio de Janeiro, 9 de outubro de 1947), também conhecida como Santinha, foi a primeira-dama do país de 31 de janeiro de 1946 até a sua morte, tendo sido a esposa de Eurico Gaspar Dutra, 16.º presidente do Brasil.

## Biografia
Carmela Telles Leite nasceu na Ilha do Governador, como filha de Manoel Antonio Leite, grande proprietário na Ilha do Governador, e de sua esposa Emília Adelaide Moreira Telles Leite.

### Educação e docência
Concluiu seus estudos primários no Colégio Souza, ingressando posteriormente na Escola Normal do Distrito Federal e obtendo o diploma de professora, tendo seguido por longos anos o magistério. Em novembro de 1911, trabalhou para a então prefeitura do Distrito Federal e para o Colégio Estadual Ferreira Viana, tendo sido também vice-diretora do Instituto Profissional Orsina da Fonseca.
Santinha continuou exercendo sua profissão de docente durante algumas turbulências na década de 1920, período em que os educadores católicos pregavam a recristianização do país, contrário ao desenvolvimento dos defensores do Movimento da Escola Nova que defendiam a educação laica em um Estado laico.
Aos poucos foi conquistando a simpatia de militares e foi convidada algumas vezes para se fazer presente na entregar as chaves e inaugurar casas da recém-criada Vila dos Sargentos, um espaço na Vila Militar, no bairro de Deodoro da Fonseca.

### Primeiro casamento
No dia 8 de dezembro de 1904, ela desposou José Pinheiro de Ulhôa Cintra (1876–1911), com quem teve dois filhos: Carmelita, nascida em 12 de julho de 1906 e falecida em 4 de maio de 1981; e José, nascido em 17 de março de 1908 e falecido em 27 de novembro de 1965. Seu marido era parente do jornalista e político Delfino Pinheiro de Ulhoa Cintra Júnior e do irmão deste, Antônio Pinheiro de Ulhoa Cintra, barão de Jaguara.

### Segundo casamento
No dia 19 de fevereiro de 1914, Santinha, que ficara viúva, casou-se com o então segundo-tenente Eurico Gaspar Dutra, com quem também teve mais dois filhos: Emília, nascida em 15 de janeiro de 1915 e Antônio João, nascido em 1 de março de 1921.

## Participação ativa em campanhas
O Estado Novo caiu em derrocada, tendo levado ao fracasso o primeiro governo Vargas. Com isso, Getúlio indicou seu ministro da Guerra, Gaspar Dutra, como seu sucessor direto. Teve uma atuação plausível, gerando uma grande confiança no povo brasileiro. Com isso, recebeu uma homenagem em 16 de janeiro de 1946, dias antes da posse de seu esposo na Presidência da República:
Exma. Sra.
As mães, esposas, filhas, irmãs e noivas de todos os fiscais aduaneiros que servem o Brasil não podiam olvidar V. Exa. nesta hora difícil de nossa Pátria.
Difícil porque um vendaval de egoísmo, de materialismo, de desordem moral e social sacode o edifício da Família como que querendo fazê-lo aluir.
A infiltração no espírito de nosso povo de doutrinas que se afastam por completo dos princípios que tiveram por berço o Calvário encontrou no seio da Família Brasileira ambiente propício, graças às graves crises que afligem a Humanidade desde a Grande Guerra de 14 e que se agravaram assustadoramente com a última hecatombe que a arrasou material, moral e espiritualmente. (...)
E a vós, Exma. Sra., as nossas mães, as nossas esposas, as nossas filhas, irmãs e noivas confiam o destino religioso da Família Brasileira.
Confiam no vosso exemplo de esposa, de mãe, de brasileira e de cristã.
Estão certas de que as fervorosas preces de V. Exa. junto a essa imagem que vos oferecem conseguirão salvar nossa terra, salvar o nosso amado Brasil, desse dilúvio de descrença, de materialismo que cobre a Humanidade e ameaça nossa Pátria, no que ela possui de mais rico, de mais precioso: a Fé em Nosso Senhor Jesus Cristo.

## Primeira-dama do Brasil

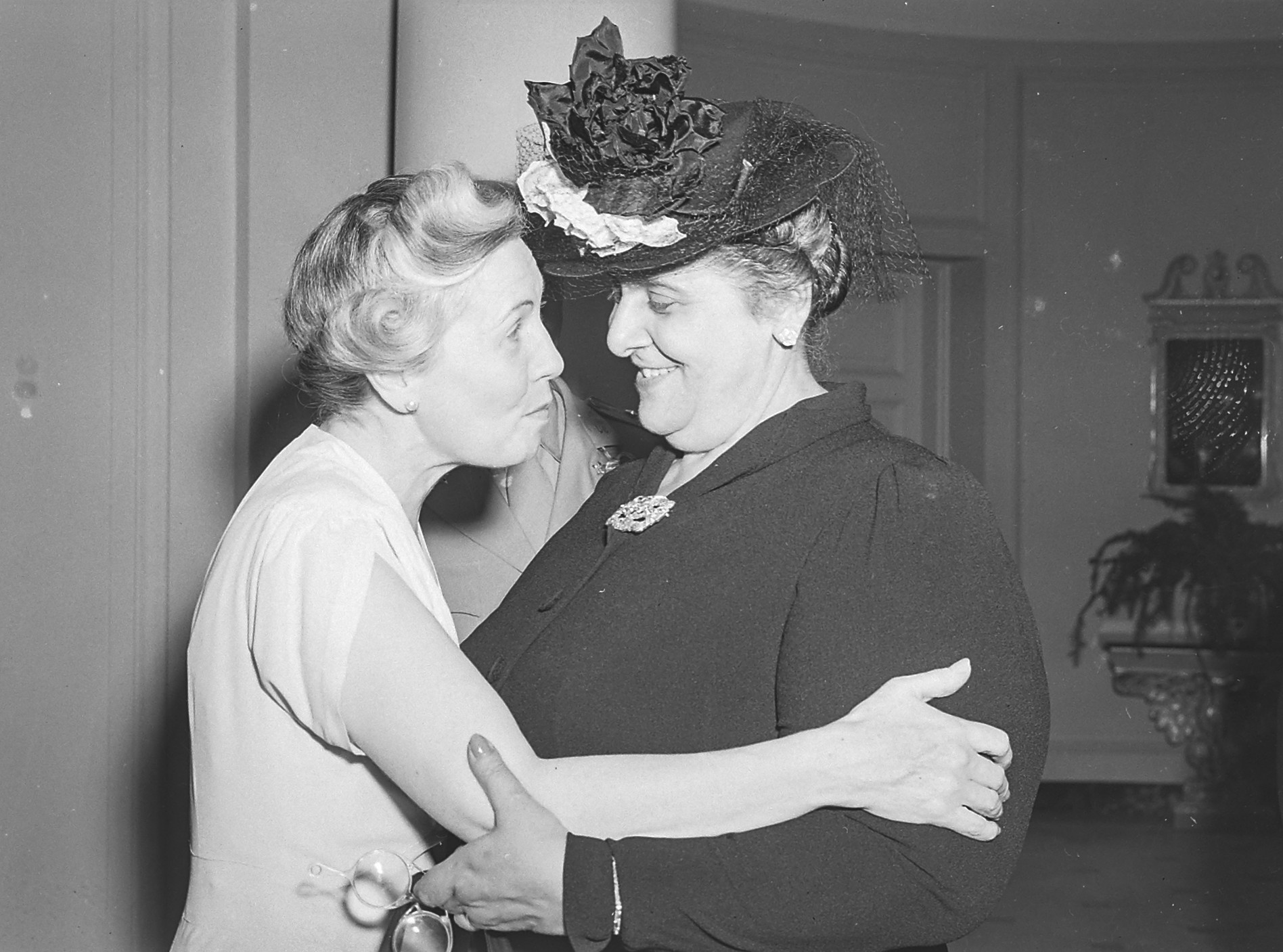
Santinha e a embaixatriz norte-americana, Gertrude McCarthy.

Tornou-se primeira-dama do Brasil com a posse de Eurico Gaspar Dutra em 31 de janeiro de 1946, aos sessenta e um anos de idade. 
Fervorosamente católica e influente sobre o marido, Dona Santinha foi responsável, como primeira-dama, por dois acontecimentos marcantes: a proibição do jogo no Brasil, em abril de 1946, e a extinção do Partido Comunista Brasileiro (PCB), em maio de 1946. Em 1948, os representantes do partido tiveram seus mandatos cassados.

No papel de primeira-dama que exerceu por pouco tempo, esteve envolvida em ações sociais como a Campanha de Assistência aos Filhos de Tuberculosos, a Cruzada de Proteção aos Lázaros, na assistência as instituições do ensino infantil e as populações sertanejas, além de ter ficado à frente da Legião Brasileira de Assistência que, sob seu comando, mudou seu escopo:
Art. 3º. A LBA tem por principal finalidade a defesa da maternidade e da infância através da proteção à família, procurando por todos os meios a racionalização de diretrizes e de ação tendentes a um perfeito aproveitamento da assistência social em suas diversas formas. (Boletim..., n.18, março.1946, p.1).

Santinha com a então primeira-dama da Argentina, Eva Perón.

Em 30 de setembro de 1946, inaugurou-se a capela situada nos jardins do Palácio Guanabara, que foi construída a seu pedido, através das sobras de campanha eleitoral. A Capela Santa Terezinha, como é chamada, foi oferecida à Nação.
Recebeu a primeira-dama da Argentina Evita Perón, no dia 16 de agosto de 1947, no Salão Amarelo do Palácio do Catete, junto ao Presidente Gaspar Dutra, com a presença do ministro das Relações Exteriores Raul Fernandes, dos ministros do Gabinete Civil José Pereira Lira, do Gabinete Militar Álcio Souto e demais membros. Ouve uma missa no dia seguinte na Igreja da Candelária, tendo recebido manifesto de boas vindas por meio do povo brasileiro. A noite, uma recepção na residência de Roberto e Stella Marinho no Cosme Velho, com a presença de diversos políticos e pessoas do meio social do país.
A primeira-dama Santinha e o marido, o presidente Gaspar Dutra, foram anfitriões de uma recepção em 1 de setembro de 1947, pela realização de uma visita oficial de Estado durante uma semana, do presidente dos Estados Unidos Harry S. Truman e da primeira-dama Bess Truman.

### Organização das Voluntárias
A Organização das Voluntárias, instituição filantrópica criada por ela para auxiliar o voluntariado em os hospitais, maternidades, creches e demais organizações de caridade. Todos os núcleos foram aparelhados com máquinas de costuras das mais modernas para poder fabricar roupas a serem distribuídas ao mais necessitados. Em 1964, já contava com 17 mil pessoas em todo o país e possuía 380 núcleos espalhados em todo o território nacional. As voluntárias contavam com 3.600 máquinas de costura em todo o Brasil atenderam a pobreza, socorrendo com roupas, sapatos, além da alfabetização de adultos e crianças. No Rio de Janeiro, a Organização das Voluntárias funcionava na Capela de Santa Teresinha do Palácio Guanabara.

## Morte
No dia 28 de setembro de 1947, a primeira-dama foi internada no Hospital Central da Aeronáutica, por conta de uma crise intensa de apendicite. Faleceu às duas horas da manhã do dia 9 de outubro de 1947, aos sessenta e três anos de idade. A causa da morte foi um suposto erro médico. O corpo foi levado para a Capela Santa Terezinha, no Palácio da Guanabara e sepultado no Cemitério de São João Batista.

## Homenagens

### Escolas
- Uma escola de ensino normal (Instituto de Educação) localizada no bairro de Madureira.[15]
- Uma escola (também Instituto de Educação) na região Norte do Brasil, em Porto Velho, Rondônia.[16]
- Uma escola na região Nordeste, na cidade de Jaguaribe, Ceará.[17]
- Em Minas Gerais, no município de São João Evangelista, dá nome a uma Escola Estadual, situada no Distrito de Baguari.[18] E em outra escola estadual no município de Santa Fé de Minas.[19]
- Em Vila Maria, Rio Grande do Sul, da nome a uma escola municipal.[20]
- Em Recife, Pernambuco, dá nome a uma escola estadual.[21]

### Hospitais
- Uma maternidade no bairro do Lins, no Rio de Janeiro.[22]
- Dá nome também à Maternidade Carmela Dutra, hospital referência em Ginecologia, obstetrícia e oncologia, na cidade de Florianópolis, estado de Santa Catarina.[23]
- Dá-se o nome Hospital Municipal Carmela Dutra, em Bom Jesus da Lapa, Bahia.[24]
- Dá nome também ao Centro Municipal de Saúde Carmela Dutra, no Rio de Janeiro, no bairro de Rocha Miranda.[25]

### Ruas e Avenidas
- Uma rua no bairro da Tijuca, no Rio de Janeiro.[26]
- Em Juazeiro, na Bahia, a avenida da orla ribeirinha leva seu nome.[27]
- Uma avenida em Guarulhos leva o seu nome.[28]
- Dá nome à Avenida Carmela Dutra, no limite de Nilópolis com Mesquita, ambas no Rio de Janeiro.[29]
- Dá nome à Rua Carmela Dutra, Olinda, Pernambuco.[30]